# 奧原敏雄
奧原敏雄（1932年—2015年12月30日）日本熊本縣人，國際法學者，國士館大學名譽教授，致力研究尖閣諸島（古名釣魚嶼），被稱為日本尖閣學的鼻祖。
2015年12月30日逝世，享壽83歲。